# Ratusz w Chocni
Ratusz w Chocni – ratusz miejski zlokalizowany na rynku (Tyršově náměstí) w czeskim mieście Choceň (kraj pardubicki). 
Obiekt wznosi się w miejscu pierwotnej drewnianej budowli, która spłonęła. Budowę ratusza rozpoczęto w 1564 za rządów Zikmunda z Šelmberka, pana na Kosti i Mraču. Budowę zakończono w obecnym, neorenesansowym stylu w 1880. 
Na budynku umieszczono tablicę pamiątkową poświęconą zastrzelonemu tutaj 5 maja 1945 przez niemieckiego żandarma Václavi Havrdzie. 
W budynku mieści się urząd miejski i centrum informacji turystycznej. 